# Nososticta liveringa
Nososticta liveringa – gatunek ważki z rodziny pióronogowatych (Platycnemididae).